# Marpissa hieroglyphica
Marpissa hieroglyphica là một loài nhện trong họ Salticidae.
Loài này thuộc chi Marpissa. Marpissa hieroglyphica được Władysław Taczanowski miêu tả năm 1878.